# Navoiy
Navoiy, Navoi (üzbég cirill: Навоий, orosz nyelven: Навои) város és Navoiy régió fővárosa Üzbegisztán délnyugati részén. A város Ali-Shir Nava'i-ről kapta nevét.

## Előzmények
A települést a bukharai emirátus alatt Kermine ("Karmana") néven ismerték, 1958-ban alapították újjá, és a nagy üzbég költő és államférfi Alisher Navoiról kapta mai Navoiy nevét, aki perzsa és csaghatai nyelveken írt Emir Husein Boykara udvarában Heratben.

## Gazdaság

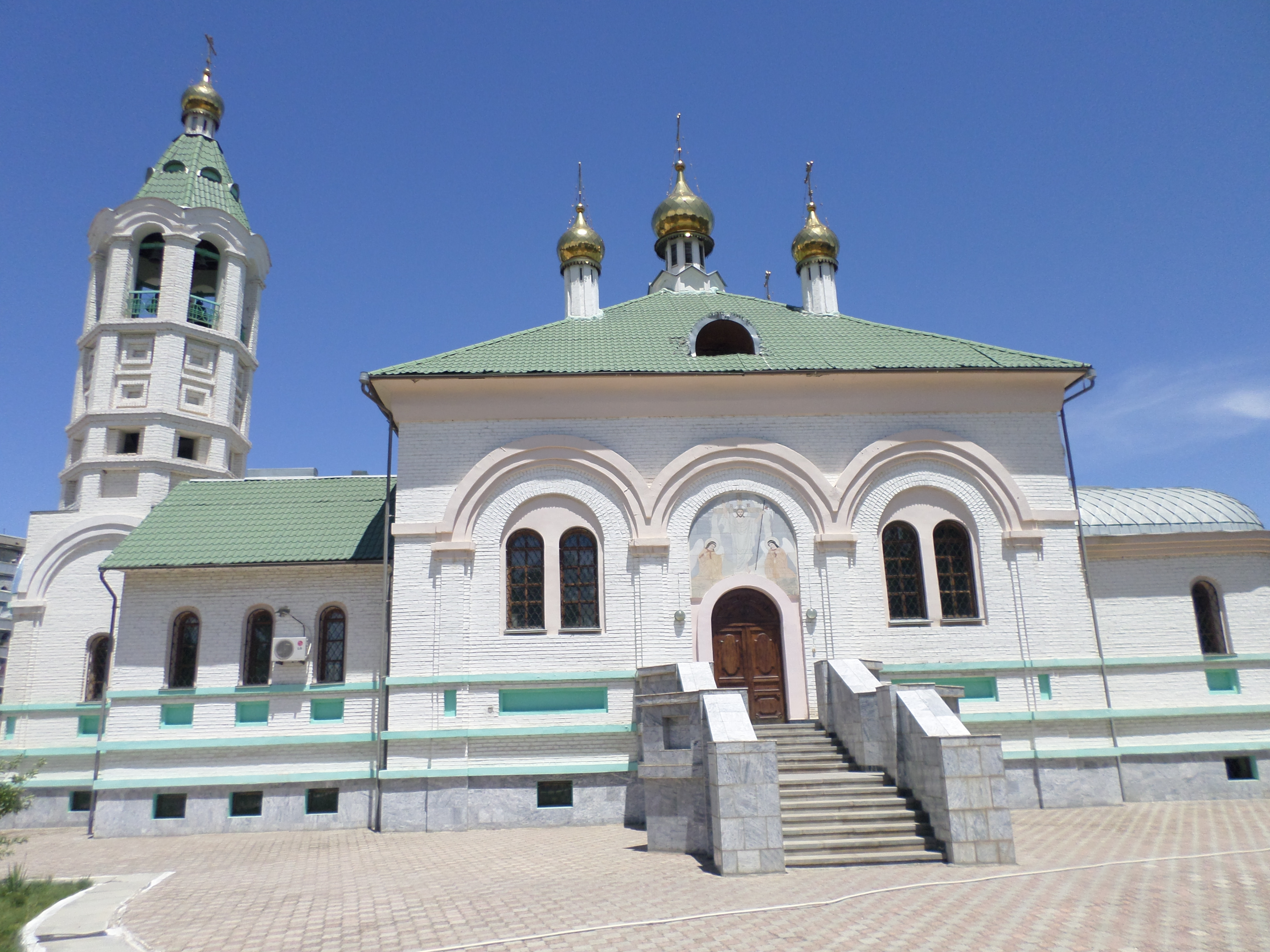
Navoiy, St. Sergiuy templom

A Navoiy régió nagy földgázkészletekkel és nemesfémekkel, valamint építőanyagok előállításához nagy alapanyagkészletekkel rendelkezik. Az itteni vállalkozások között vannak a Navoi és a Zarafsani aranybányászati és kohászati komplexumok, amelyek a világ egyik legtisztább aranyát nyerik ki. A Navoiy Azot vállalkozás az ország legnagyobb ásványi műtrágya gyártója.
Üzbegisztán Navoiy régiójában, a Navoiy Nemzetközi Repülőtér közelében található a Navoiy Szabad Ipari Gazdasági Övezet (FIEZ), amely 30 évre különleges feltételeket biztosít a külföldi befektetések számára.
A FIEZ vállalkozásai kedvező vám-, valuta- és adószabályokat, valamint egyszerűsített eljárásokat élveznek a belépésre, a tartózkodásra és a munkavállalási engedély megszerzésére a külföldi illetőségű állampolgárok számára. A közvetlen befektetések összegétől függően egy adott időszakra mentesülnek az adó alól:
-3 és 10 millió dollár között - 7 évig;
-10 és 30 millió dollár között - 10 évre, a profit és az egységes adófizetési arány 50%-kal történő csökkentésével a következő 5 évben;
-több mint 30 millió dollár - 15 évig, a profit és az egységes adófizetési arány 50%-kal történő csökkentésével a következő 10 évben.
-Ezzel egyidejűleg az üzleti vállalkozások mentesülnek a vámfizetés alól (kivéve a vámkezelési díjakat) az exportorientált áruk előállításához behozott felszerelések, alapanyagok és alkatrészek esetében. Képesek lesznek fizetni devizában a FIEZ-en, valamint kényelmes fizetési feltételeket alkalmazni az exportált és importált árukra. 
A FIEZ irányítását egy igazgatási tanács végzi, amely kiválaszthat egy nemzetközi társaságot a zóna szerződéses kezelésére. A FIEZ fejlesztési alapját szintén tervezik az infrastruktúra fejlesztésének támogatására.
A Navoiy FIEZ-ben 13 közös vállalat működik, amelyek autóalkatrészeket, ADSL modemeket, LED lámpákat, kozmetikumokat, pelenkák és egyéb termékeket gyártanak.

## Szállítás

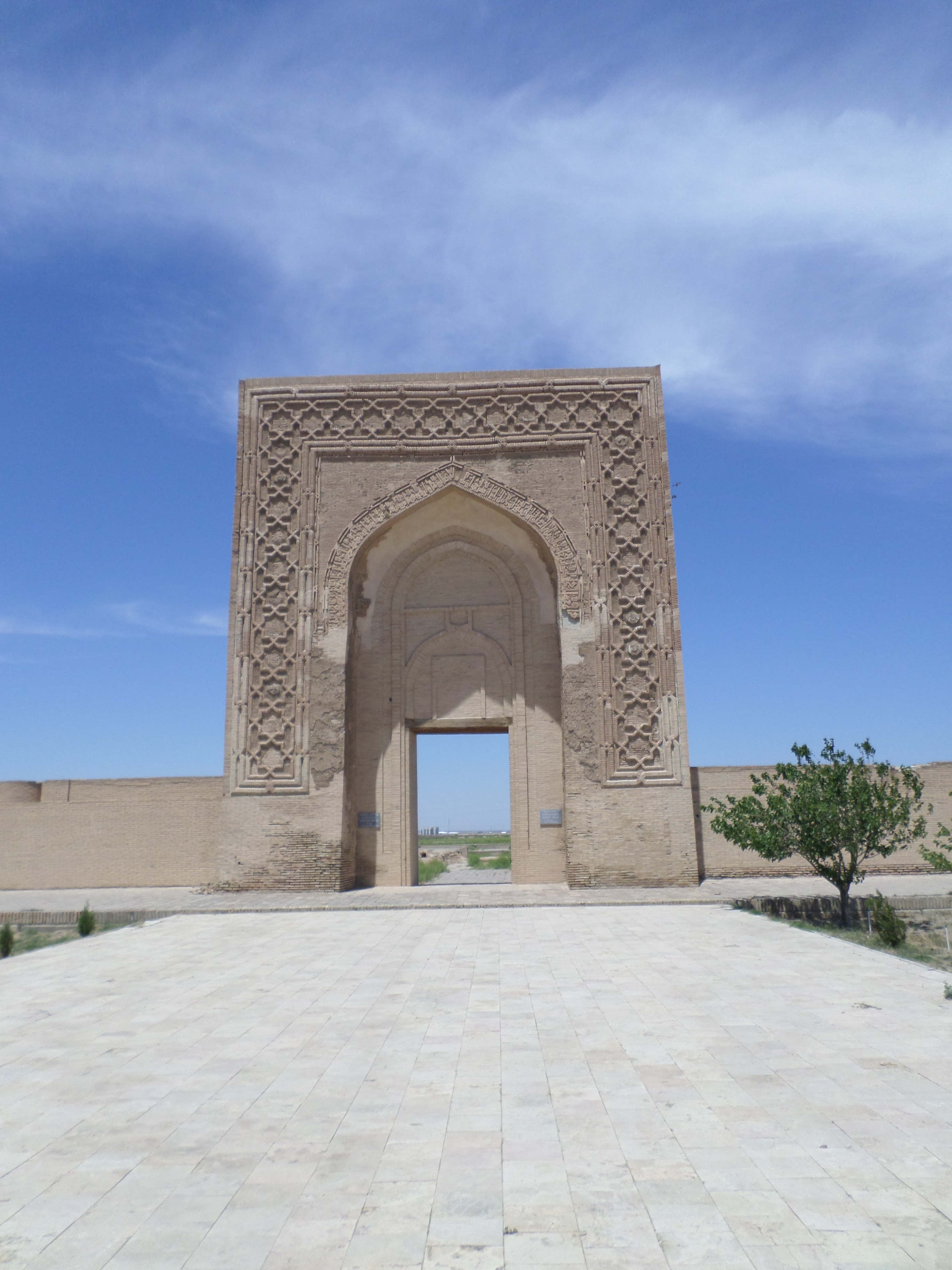
Rabat Malik, Navoiy

A zóna az E-40 autópályától 800 méterre, a Navoiy repülőtér rakománytermináljától 1,8 km-re, nemzetközi vasútvonalakkal összekötve Európa (Oroszországon keresztül), Dél-Ázsia (Kínán keresztül) felé, Közel-Kelet és az Öböl (Iránon keresztül). A távolság a legközelebbi víz- és gázelosztó központtól 800 m, az elektromos állomástól 8 km.

## Fordítás
- Ez a szócikk részben vagy egészben  a   Navoiy című angol Wikipédia-szócikk ezen változatának fordításán alapul.  Az eredeti cikk szerkesztőit annak laptörténete sorolja fel. Ez a jelzés csupán a megfogalmazás eredetét és a szerzői jogokat jelzi, nem szolgál a cikkben szereplő információk forrásmegjelöléseként.